# تپه پاتپه
تپه پاتپه مربوط به دوره اشکانیان - دوران‌های تاریخی پس از اسلام است و در شهرستان صحنه، روستای پاتپه واقع شده و این اثر در تاریخ ۷ مهر ۱۳۸۱ با شمارهٔ ثبت ۶۴۵۸ به‌عنوان یکی از آثار ملی ایران به ثبت رسیده است.